# Alcides Sabença
Alcides Rodrigues Sabença (Barra do Piraí, 12 de dezembro de 1915 — Volta Redonda, 7 de março de 1986) foi um político brasileiro. Exerceu o mandato de deputado federal constituinte pelo Rio de Janeiro em 1946.

## Carreira

### Partido Comunista do Brasil (PCB) e sua partipação política
Filiou-se, em 1931, ao Partido Comunista do Brasil (PCB) - hoje chama-se Partido Comunista Brasileiro. Em 1933, foi eleito secretário do Sindicato dos Operários na Construção Civil de Barra do Piraí, cargo que ocupou por dois mandatos. Em 1935, filiou-se à ANL (Aliança Nacional Libertadora), organização política que se propunha a combater o fascismo e o imperialismo e responsável por promover levantes populares. Com o crescimento do movimento, Vargas determinou a ilegalidade da ANL, o qual continuou funcionando até a Intentona Comunista. 
Sabença participou, em 1936, do Congresso Trabalhista que aconteceu em Niterói (RJ). 
Com a entrada do Brasil na Segunda Guerra Mundial (1939-1945), tornou-se secretário da Comissão de Ajuda à Força Expedicionária Brasileira (FEB).
Em 1945, foi eleito deputado federal à Assembleia Nacional Constituinte representando o Rio de Janeiro pelo PCB. Com outros congressistas de esquerda, criaram uma proposta à Assembleia. Entre os pontos defendidos estava o voto para analfabetos, soldados e marinheiros; proibição do trabalho para menores, sem exceções; autonomia do Distrito Federal e que o estado de exceção apenas poderia ser declarado em caso de ataque estrangeiro. Em 1946, participou das atividades da constituinte que resultaram na promulgação da nova Constituição em 18 de setembro daquele ano. Depois desse período, Alcides cumpriu as funções do cargo até 1948, quando todos os congressistas eleitos pelo PCB perderam seus mandatos.

### Companhia Siderúrgica Nacional (CSN)
Em 1946 trabalhou na CSN, onde foi responsável por fundar o Sindicato dos Trabalhadores nas Indústrias Metalúrgicas, Mecânicas e de Material Elétrico de Barra Mansa (RJ), região que hoje pertence ao município de Volta Redonda. 

## Vida pessoal
Filho de Antônio Rodrigues Sabença e de Ester Malafaia Sabença, foi pai de nove filhos com sua esposa Renê Sabença